# Blepharis squarrosa
Blepharis squarrosa är en akantusväxtart som först beskrevs av Christian Gottfried Daniel Nees von Esenbeck, och fick sitt nu gällande namn av T. Anders.. Blepharis squarrosa ingår i släktet Blepharis och familjen akantusväxter. Inga underarter finns listade i Catalogue of Life.